# Aldonza Lorenzo de Valladares
Aldonza Lorenzo de Valladares o Aldonça Lourenço de Valadares en portugués, (m. después de 1360), fue una noble portuguesa, hija de  Lorenzo Suárez de Valladares (Lourenço Soares de Valadares) ricohombre, consejero de los reyes Alfonso III y Dinis de Portugal, tenente de Riba Fouga y de Riba Minho, y señor de Tangil, y de Sancha Núñez Chacín (Sancha Nunes de Chacim),  hija de Nuno Martins de Chacim, ricohombre, tenente de Braganza, merino mayor Alfonso III y mayordomo mayor del rey Dionisio I de Portugal, y de su segunda esposa, Teresa Nunes Queixada.

## Entorno familiar
El padre de Aldonza había sido el ayo de Pedro Fernández de Castro, quien fue entregado por su madre para su protección a la muerte de su padre, y con quien tuvo descendencia ilegítima. Antes de contraer matrimonio con la madre de Aldonza, Sancha Núñez de Chacim, Lorenzo Suárez de Valladares había casado con María Méndez de Sousa, hija de Menendo García de Sousa (Mem Garcia de Sousa) y Teresa Anes de Limia, de quien tuvo una hija, media hermana de Aldonza llamada Inés Lorenzo de Valladares, esposa de Martín Alfonso Chichorro, hijo bastardo del rey Alfonso III de Portugal. Tuvo varias hermanas de madre y padre, entre ellas: Berenguela Lorenzo de Valladares, la esposa de Alfonso Téllez de Meneses el Raposo; Blanca que se casó con Martín Eanes de Briteiros; Juana, comendadora monasterio de Santos hasta 1348; y Constanza y Beatriz Lorenzo de Valladares, ambas monjas en el monasterio de Arouca. Su tío materno, Gil Núñez de Chacim, casado con María Martínez Zote, fue el padre de Sancha Gil de Chacim, casada con Pedro Ponce de León.
Aldonza habrá fallecido después de 1360, año en que donó al monasterio de Ancede sus derechos en la iglesia de Leocadia de Lágea.

## Descendencia
De su relación con Pedro Fernández de Castro, de quien había sido ayo el padre de Aldonza, nacieron dos hijos bastardos:
- Alvar Pérez de Castro, (m. en julio de 1384), conde de Arraiolos y primer Condestable de Portugal;[12]
- Inés de Castro (m. en 1355),[13] reina a título póstumo de Portugal, por su matrimonio secreto con Pedro I de Portugal.